# Chiesa del Buon Pastore (Brescia)
La chiesa del Buon Pastore è una chiesa neogotica dei padri comboniani situata sul viale Venezia a Brescia.

## Storia
La prima pietra della chiesa progettata da Carlo Melchiotti, architetto non laureato, venne posta il 21 dicembre 1906. La pergamena inaugurale fu posta insieme ad alcune monete dell'epoca in un astuccio di zinco in un apposito vano sotto il futuro pilastro che avrebbe retto il presbiterio.
Il 13 giugno 1909 fu aperta ai fedeli dopo essere stata dedicata al Sacro Cuore di Gesù.
Nel 1966 la chiesa divenne chiesa parrocchiale della Parrocchia del Sacro Cuore. Nel 1988 il nome della parrocchia e della chiesa vennero cambiati in "Parrocchia del Buon Pastore" per distinguerla da una parrocchia del "Sacro Cuore" già esistente in Via Milano a Brescia.

## Descrizione

Navata della chiesa.
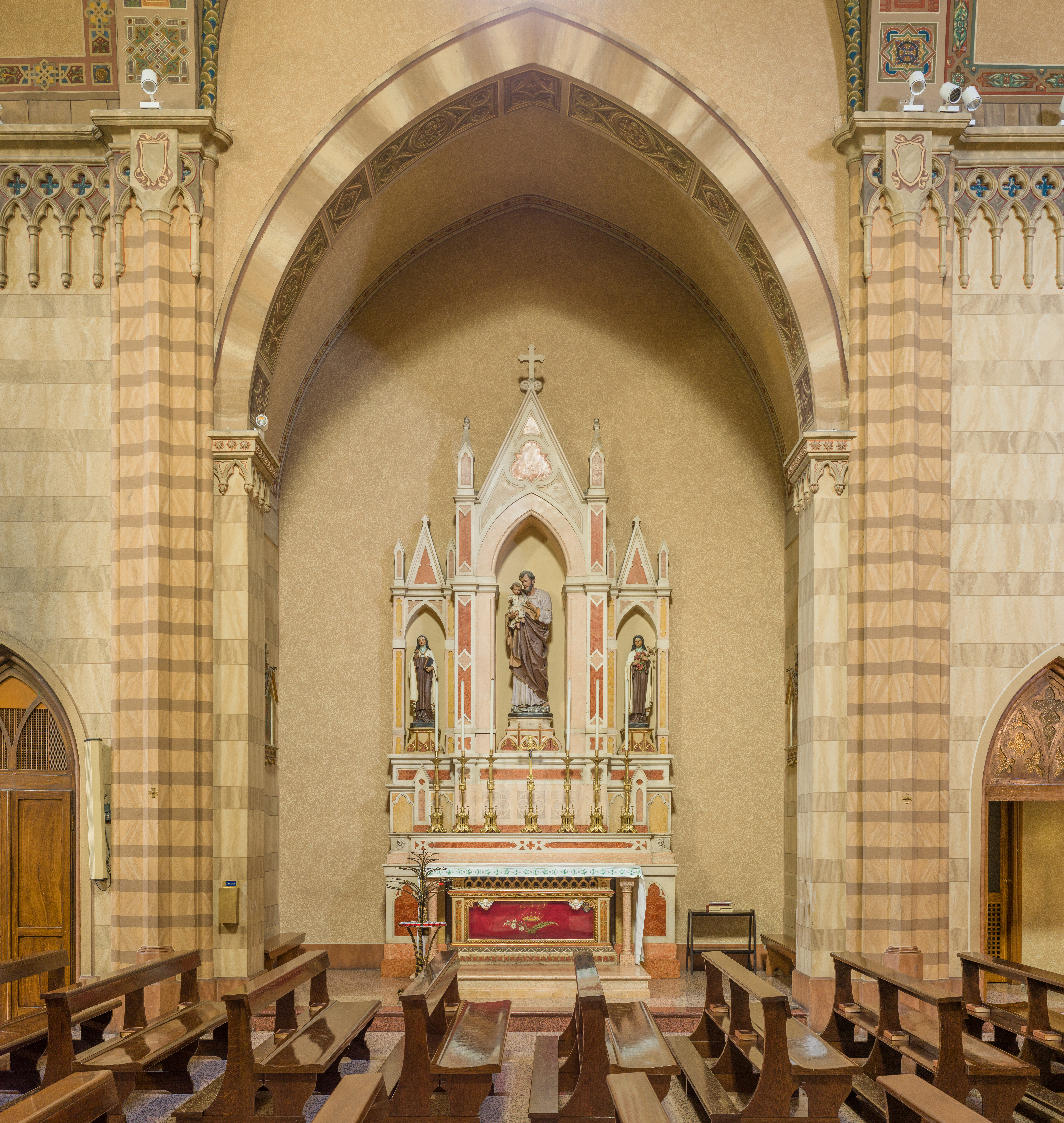
L'altare di San giuseppe a sinistra.
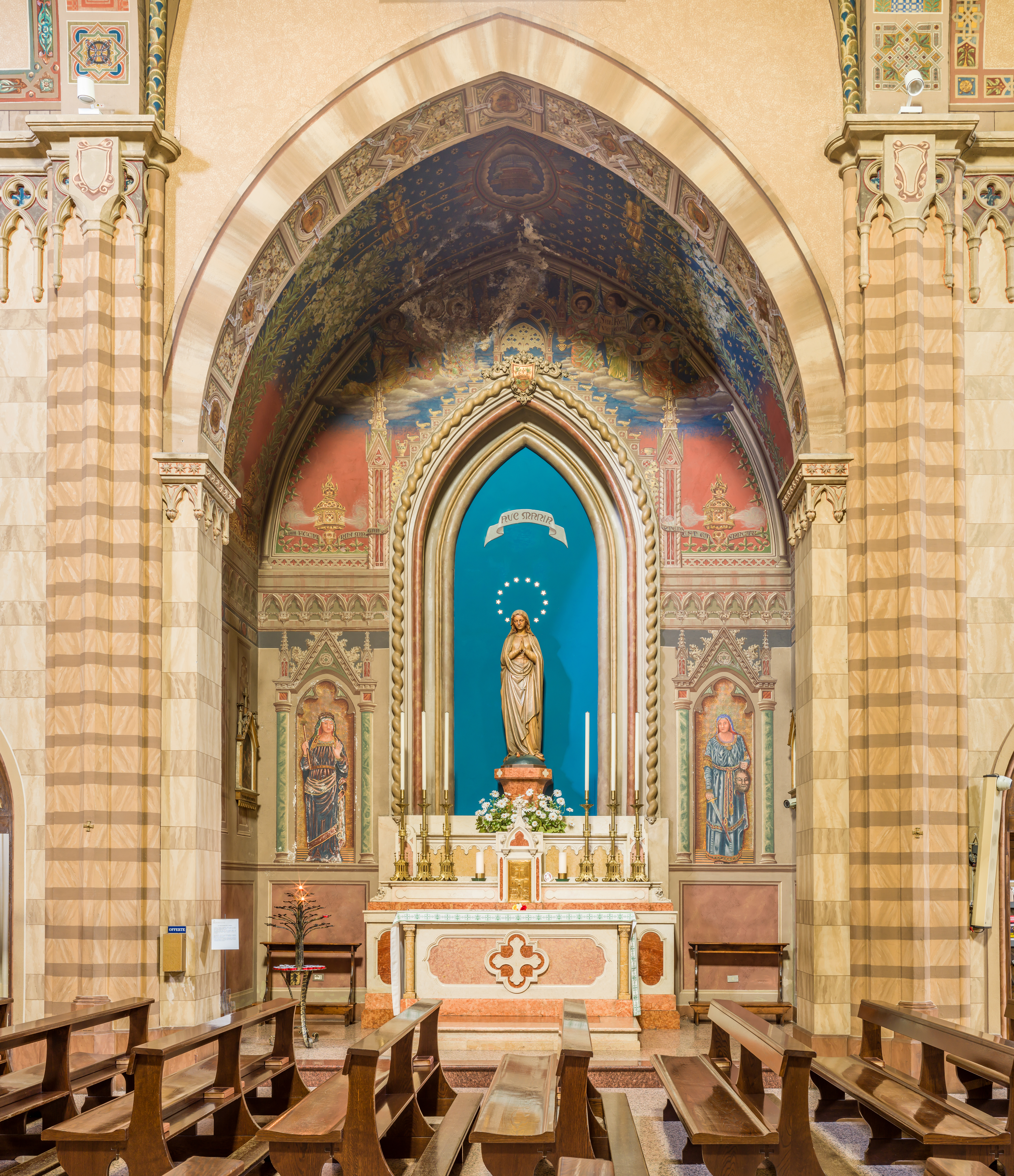
L'altare della Madonna.

La chiesa in stile neogotico consiste in una navata principale con quattro cappelle laterali arricchite di quattro altari realizzati con grande varietà di marmi. L'altare maggiore è sovrastato da una grande pala di L.A. Tormene del 1927 raffigurante il Sacro Cuore tra gli angeli ed i Santi patroni delle Missioni Pietro Claver e Francesco Saverio. Gli angeli che decorano la volta furono eseguiti dal pittore Annibale Giuseppe Scaroni nel 1913.